# 제임스 맥아더
제임스 맥아더는 미국의 배우이다. 헬렌 헤이스와 찰스 맥아더의 양자로 하와이 파이브-O 등에 출연하였다.